# Marie-Josée Kravis
Marie-Josée Kravis, née Marie-Josée Drouin,  le 11 septembre 1949 à Ottawa (Canada), est une économiste et philanthrope canadienne. 

## Biographie
Elle est la troisième femme du financier Henry Kravis. 
Elle est présidente du MOMA, le musée d'art moderne de New York.
Elle est Presidente du Sloan Kettering Institute de New York
Elle est co-presidente du comité de direction du groupe Bilderberg. Elle est aussi membre du conseil d'administration de la Fondation Robin Hood.
Elle est membre du conseil d’administration de LVMH et du conseil de surveillance de Publicis

## Distinctions et prix
- Officier de l'ordre du Canada (1994)[2]
- Commandeur de la Légion d'honneur[2] (2018)
- Commandeur des Arts et des Lettres, France (2020)
- Chevalier de l’Ordre du  Mérite, Italie (2018)
- Doctorat Honoris Causa, University of Windsor
- Doctorat Honoris Causa, The  Rockefeller University, (2020)
- Doctorat Honoris Causa, Laurentian University
- Doctorat Honoris Causa, Université de Sudbury